# Ču Čchang-sün
 Ču Čchang-sün (čínsky pchin-jinem Zhū Chángxún, znaky 朱常洵; 22. února 1586 Peking – 2. března 1641 Luo-jang), kníže z Fu (čínsky pchin-jinem Fúwáng, znaky 福王) byl třetí syn Wan-liho, císaře říše Ming a jeho oblíbené konkubíny paní Čeng.

## Život
Ču Čchang-sün se narodil 22. února 1586 Wan-limu, v letech 1572–1620 císaři čínské říše Ming jako jeho třetí syn, matkou Ču Čchang-süna byla jedna z císařových vedlejších manželek, paní Čeng. Byl císařovým třetím synem, nejstarší Ču Čchang-luo se narodil roku 1582 Paní Wang (Wan-li), jiné císařově konkubíně, která si však nezískala panovníkovu přízeň. Druhý syn Ču Čchang-sü, kterého měl také s paní Čeng, narozený roku 1585, zemřel ještě téhož roku.
Wan-li si paní Čeng nesmírně oblíbil a dával ji přednost i před svou císařovnou, po porodu Ču Čchang-süna byla jmenována „císařskou urozenou dámou“ (皇貴妃, chuang kuej-fej), což ji stavělo jen o stupeň níže než císařovnu a výše než paní Wang (která byla na chuang kuej-fej povýšena až roku 1606). Wan-li a paní Čeng preferovali Ču Čchang-süna jako následníka trůnu, naproti tomu úředníci ve vládě i císařova matka prosazovali jmenování Ču Čchang-luoa. Vzniklý spor se táhl mnoho let, následníkem se Ču Čchang-luo stal až roku 1601, kdy současně Ču Čchang-sün obdržel titul knížete z Fu. Normálně měl být po dosažení osmnácti let kníže odeslán do svého sídla v některé provincii, v Ču Čchang-sünově případě do Luo-jangu, avšak Wan-li i po roce 1604 ponechával Ču Čchang-süna v Pekingu, což živilo fámy o tom, že otázka následnictví je stále otevřená. Do Luo-jangu panovník knížete odeslal až roku 1614, kdy se za přesídlení knížete rozhodně postavila císařova matka.
Od roku 1614 žil Ču Čchang-sün v Luo-jangu. K jeho finančnímu zabezpečení mu bylo z císařova rozkazu přiděleno přes 120 tisíc hektarů pozemků dosud vlastněných drobnými rolníky, navíc dostal pozemky dříve držené rodinou velkého sekretáře Čang Ťü-čenga (zabavené státem po Čangově smrti) a výnosné licence na obchod s čajem a se solí v S’-čchuanu. Žil v luxusu, aby mu zajistili prostředky k utrácení, správci jeho statků tvrdě vykořisťovali nájemce polí, na což si místní úřady stěžovaly do Pekingu. Ve třicátých letech 17. století vypukla rozsáhlá rolnická povstání, roku 1641 rebelové Li C’-čchenga dobyli Luo-jang, knížecí palác hořel 3 dny. Knížete rebelové zabili a snědli, přičemž sám Li C’-čcheng se napil jeho krve. Manželce zabitého se s nejstarším synem podařilo uniknout. Obdržel posmrtné jméno kníže Čung z Fu (福忠王), po nástupu jeho syna na trůn byl povýšen na císaře.
Ču Čchang-sün se oženil roku 1604, měl tři syny: nejstarší Ču Jou-sung (1607–1646) roku 1643 zdědil otcův titul knížete z Fu. Po dobytí severní Číny mandžuskou říší Čching ho v červnu 1644 mingští loajalisté v Nankingu prohlásili císařem. O rok později Nanking dobyla čchingská armáda, Ču Jou-sung byl zajat a roku 1646 popraven. Mladší Ču Čchang-sünovi synové Ču Jou-ťü (1609–1618) a Ču Jou-chua obdrželi tituly knížete komandérie Jing-šang a knížete komandérie Te-čchang.